# Beate Söntgen
Beate Söntgen (* 1963 in Stolberg) ist eine deutsche Kunsthistorikerin und Professorin für Kunstgeschichte an der Leuphana Universität Lüneburg.

## Leben
Söntgen studierte Kunstgeschichte, Philosophie und Neuere Deutsche Literatur in Marburg und Berlin und promovierte 1996 an der  Freien Universität Berlin. Nach einem Postdoc-Stipendiatium in Frankfurt an der Oder war sie Assistentin am Institut für Kunstgeschichte der Hochschule für Bildende Künste Braunschweig. 2002–2003 war sie die erste Laurenz-Professorin für zeitgenössische Kunst an der Universität Basel. 2003–2011 war sie Professorin für Kunstgeschichte an der Ruhr-Universität Bochum und 2005–2008 geschäftsführende Direktorin des Kunstgeschichtlichen Instituts. Seit 2011 ist sie Professorin für Kunstgeschichte an der Leuphana Universität Lüneburg. Sie ist mit Susanne Leeb wissenschaftliche Leiterin des dualen Ausbildungsprogramms „PriMus – Promovieren im Museum“, welches eine Verbesserungen der Kuratoren-Ausbildung zum Ziel hat.
Söntgens Forschungsschwerpunkte sind die französische und deutsche Malerei des 18. und 19. Jahrhunderts sowie die zeitgenössische Kunst.

## Werke (Auswahl)

### Monographien
- Sehen ist alles: Wilhelm Leibl und die Wahrnehmung des Realismus, München (Wilhelm Fink Verlag) 2000. ISBN 3-7705-3433-6
- Manets Pathos. Flaubert Lectures, Köln 2012. ISBN 978-3-941360-22-8

### Herausgeberin
- mit Hannes Böhringer: Wilhelm Worringers Kunstgeschichte, München (Wilhelm Fink Verlag) 2002.
- mit Hannes Böhringer und Helga Grebing: Wilhelm Worringer. Schriften, 2 Bde., München (Wilhelm Fink Verlag) 2004.
- mit Theodora Vischer: Über Dieter Roth. Beiträge und Aufsätze des Symposiums, Schaulager 2003, Basel und Köln 2004.
- mit Geraldine Spiekermann: Tränen, München (Wilhelm Fink Verlag) 2008.
- mit Susanne Märtens und Viola Vahrson: Gehen. Festschrift für Hannes Böhringer, Köln (Salon Verlag) 2012.
- mit Gabrielle Brandstetter: Renaissancen der Passion. (Flaubert Lectures; Band 4), (Kleine Edition; Band 11). Köln: August Verlag 2012.
- mit Ewa Lajer-Burcharth: Interiors and Interiority. Berlin (de Gruyter Verlag) 2016.